# Desa Margamulya (administrativ by i Indonesien, Jawa Tengah)
Desa Margamulya är en administrativ by i Indonesien.   Den ligger i provinsen Jawa Tengah, i den västra delen av landet, 270 km öster om huvudstaden Jakarta.